# Blizzard North
Blizzard North var Bay Area-afdelingen af den amerikanske spiludvikler Blizzard Entertainment, kendt for Diablo-serien. Studiet var oprindeligt baseret i Redwood City, men flyttede senere til San Mateo, mens Blizzards hovedkvarter var i Irvine i det sydlige Californien.

## Spil

### Som Condor
- NFL Quarterback Club '95 (1994) - mobiludgave
- Justice League Task Force (1995) - Mega Drive/Genesis version
- NFL Quarterback Club '96

### Som Blizzard North
- Diablo (1996) - action-rollespil
- Diablo II (2000) - action-rollespil
  - Diablo II: Lord of Destruction (2001) - udvidelsespakke